# Mathe de Bordeaux
Mathe de Bordeaux, née vers 1240 et morte après le 27 octobre 1283, est une dame noble du Bordelais et de Gascogne appartenant à la famille de Bordeaux.
Fille de Pierre IV de Bordeaux et sœur de Pierre V de Bordeaux, elle est mariée deux fois, d'abord de façon éphémère avec Ayquem Guilhem III seigneur de Lesparre puis avec Amanieu VI d'Albret, ce qui permet l'implantation des Albret à Bordeaux. Elle a six enfants de ses deux mariages.

## Biographie

### Une famille puissante
Mathe de Bordeaux appartient à une famille puissante du Bordelais qui fait partie de la noblesse moyenne et qui descend peut-être des anciens prévôts et viguiers de Bordeaux. Elle possède le château de Puy-Paulin à Bordeaux, berceau et résidence principale de la famille.
Mathe est la fille de Pierre IV de Bordeaux et d'Assaride de Rancon, elle-même fille de Geoffroi III de Rancon, seigneur de Taillebourg. Pierre IV de Bordeaux est chevalier, sénéchal de Gascogne et seigneur de Puy-Paulin, de Castelnau-de-Médoc et de l'Isle-Saint-Georges.
Mathe, née vers 1240, semble être l'aînée de sa fratrie. Son frère Pierre V de Bordeaux, captal de Buch, est né vers 1245.

### Premier mariage avec Ayquem Guilhem III de Lesparre
Mathe est d'abord mariée à Ayquem Guilhem III seigneur de Lesparre,,. Ce premier mariage a lieu vers 1257. Sa dot, promise par son père, comprend une rente de cinquante livres bordelaises, mais cette rente semble n'avoir jamais été payée.
Ayquem Guilhem III de Lesparre meurt peu après son mariage. Mathe et lui ont un fils, Arnaud Ayquem, mort avant son père,.

### Remariage avec Amanieu VI d'Albret
Mathe est ensuite remariée à Amanieu VI d'Albret. Ce mariage peut être situé peu avant 1260, plus précisément vers 1255-1257, mais le contrat de mariage est malheureusement perdu. Cette alliance a pu être facilitée par le compagnonnage d'armes entre Amanieu VI d'Albret et Pierre V de Bordeaux, frère de Mathe. Mathe reçoit alors de ses parents la terre dite de l'hommage de Saint-Jean-d'Angély et d'autres terres en Saintonge.
Ce mariage permet à la famille d'Albret de s'implanter à Bordeaux, mais la disparition du contrat de mariage empêche d'évaluer avec précision cette première implantation.
Mathe et Amanieu VI d'Albret ont cinq enfants :
- Bernard Ez IV d'Albret (1257/1262-1280), seigneur d'Albret, époux de Jeanne de Lusignan[Ma 3] ;
- Amanieu VII d'Albret (1262-1326), seigneur d'Albret après son frère, époux de Rose de Bourg[Ma 3] ;
- Arnaud Amanieu, cité en 1270, mort jeune[Ma 3] ;
- Assaride citée dès 1262, qui teste le 5 janvier 1286 et épouse peut-être en premières noces Vézian III vicomte de Lomagne[Ma 7] et, de façon sûre, le 1er mai 1278, Centule d'Astarac[Ma 3] ;
- Mathe, qui épouse avant 1280 Guillaume Seguin, seigneur de Rions[Ma 3].

Dans son premier testament, qui date de 1262, Amanieu VI désigne Mathe comme tutrice de leurs enfants, avec d'autres seigneurs. En 1270, il désigne comme seul tuteur Géraud d'Armagnac. Sans doute estime-t-il que Mathe ne parviendrait pas à défendre les intérêts familiaux.

### Veuvage et legs pieux
Amanieu VI d'Albret meurt en 1270. Mathe est donc veuve, quand, par un acte daté du 26 mai 1281, le roi d'Angleterre Édouard Ier, en tant que duc d'Aquitaine, lui garantit la jouissance de ses biens.
Par son testament daté du 28 mai 1281, elle reconnaît comme héritier son fils Amanieu VII d'Albret. Dans ses testaments, elle fait des legs aux franciscains, comme l'ensemble de la Maison d'Albret, qui leur voue une dévotion particulière, et aux couvents de dominicains. Elle demande à être enterrée dans le couvent des franciscains de Casteljaloux, auprès de son mari et comme beaucoup de membres de la Maison d'Albret.
Mathe de Bordeaux est en octobre 1283 co-tutrice de son neveu, Pierre de Bordeaux, dit Lo Massip. Elle passe alors un accord, daté du 27 octobre 1283, avec les tuteurs de son neveu, qui lui octroie, en compensation de sa première dot jamais payée et des arrérages correspondants, une rente de cent livres assignée sur le marais de Bordeaux. Cette transaction peut sembler peu avantageuse pour Mathe, mais elle permet aux Albret de s'installer à Bordeaux.